# Ivan Angelo Ruspini
Ivan Angelo Ruspini (Eszék, 1872. április 26. – Lisca-hegység (Zidani Most mellett), 1934. október 2.), horvát katolikus pap, teológus, egyetemi tanár, a Zágrábi Egyetem rektora.

## Élete és munkássága
A középiskola elvégzése után két évet a diakovári szemináriumban töltött. Tanulmányait Innsbruckban folytatta, ahol pappá szentelték és 1897-ben doktorált. Hazájába visszatérve Diakováron a püspöki líceumban filozófiát, egyházjogot és történelmet tanított. 1910-ben nevezték ki a Zágrábi Egyetem Hittudományi Kara helyettesítő tanárának, 1913-tól az egyetem rendes professzora. Négy cikluson keresztül Hittudományi Kar dékáni tisztséget töltötte be. Az 1918/19-es ciklusban az egyetem rektora volt. A rektori megbízatás után a rektorhelyettesi tisztséget vette át. Rektori ideje alatt, az első világháború végén, 1918. október 29-én kiáltották ki a délszláv államot, az egyetemet pedig Horvát Egyetemre keresztelték. Hamarosan (1918. december 1-jén) létrejött a Szerb-Horvát-Szlovén Királyság, és az egyetem a Szerb-Horvát- Szlovén Királyság Zágrábi Egyeteme nevet kapta.
Számos kánonjogi értekezést publikált. Közjegyző és a diakovári egyházmegyei bíróság elnöke volt. Magas egyházi feladatokat látott el Zágrábban. Tiszteletbeli pápai kamarás volt. Számos cikket írt a „Katolički list” és a „Bogoslovska smotra” vallásos folyóiratokba. Szerette a természetet, különösen a hegyeket. Egy hegymászó túra során hirtelen halt meg a szlovéniai Zidani Most közelében, a Lisca-hegységben. 